# Omyl (trestní právo)
Omyl v trestním právu označuje rozpor mezi věděním pachatele (tj. jeho vnímáním určitých skutečností nebo představou určité skutečnosti) a skutečností samotnou. Tento daný rozpor může vyplývat ze skutečnosti, že si pachatel určité skutečnosti neuvědomuje, případně i z toho, že o takových skutečnostech má jinou představu, která se nekryje se skutečností. Pachatel se může mýlit jak o určitých znacích skutku (pak jde o tzv. skutkový omyl), tak o právu (pak jde o tzv. právní omyl). Podle toho, zda si pachatel o určité okolnosti myslí, že ve skutečnosti je nebo není, je dále omyl rozlišován na omyl pozitivní a omyl negativní. 

## Skutkový omyl
Skutkový omyl (error facti) je omyl pachatele o znacích skutku.

### Skutkový omyl negativní
Skutkový omyl negativní označuje stav, kdy se pachatel domnívá, že neexistuje určitá skutečnost (znak skutkové podstaty trestného činu), která sama o sobě či ve spojení s jinými skutečnostmi podmiňuje jeho trestní odpovědnost, ale taková skutečnost je přitom objektivně dána. Např. pachatel skutku vykoná soulož se čtrnáctiletou dívkou, o které se domnívá, že jí je již sedmnáct let, střelí do křoví v domnění, že tam je zvěř, ale zasáhne člověka apod. Takový omyl vylučuje trestní odpovědnost pachatele pro úmyslný trestný čin a trestný čin spáchaný z vědomé nedbalosti, neboť složka vědění (intelektuální složka) zavinění se nekryje se skutečností. Protože je však možné spáchat trestný čin i z nevědomé nedbalosti, je třeba vždy zkoumat, zda tu nebude odpovědnost pachatele za trestný čin spáchaný z nevědomé nedbalosti, tedy, zda pachatel o určité skutečnosti představu neměl, ale tuto vzhledem k okolnostem a ke svým osobním poměrům mít měl a mohl – samozřejmě, existuje-li na nedbalosti nevědomé koncipovaná konkrétní skutková podstata, pod níž by jednání pachatele šlo subsumovat.

### Skutkový omyl pozitivní
Skutkový omyl pozitivní označuje stav, kdy se pachatel domnívá, že páchá trestný čin (tedy že jsou v daném případě dány všechny skutečnosti podmiňující jeho trestní odpovědnost), ale objektivně tomu tak není a některá skutečnost (znak trestného činu) chybí. Např. pachatel se domnívá, že souloží s dívkou mladší patnácti let (a právě proto s ní souloží), přičemž dívce je již sedmnáct let, pachatel si myslí, že páchá vraždu, ale jeho oběť je již mrtvá apod. V tomto případě jde o jednání, kterého se pachatel dopouští v úmyslu spáchat trestný čin, který ale s ohledem na skutečnosti, o kterých se mýlí, spáchat nemůže. Takové jednání pachatele je trestné jako pokus, případně příprava k trestnému činu za předpokladu splnění dalších podmínek, které zákon požaduje. 
Teorie rozeznává tři zvláštní případy skutkového omylu:
- Omyl v předmětu útoku (error in obiecto, in persona) – podstata tohoto omylu spočívá v záměně předmětu útoku za jiný. Např. pachatel chce provést vloupání do chaty osoby A, přičemž se splete a vloupe se do vedlejšího objektu, který patří osobě B, vrah chce zavraždit osobu A, avšak ve tmě si ji splete a zavraždí osobu B. Tento omyl nebude mít pro právní kvalifikaci skutku význam, protože jedna skutečnost je v mysli pachatele nahrazena jinou stejně významnou skutečností.
- Omyl v kauzálním průběhu, tzv. aberace (aberatio ictus, odchýlení rány) – podstata tohoto omylu spočívá v tom, že pachatel útočí proti objektu A, přičemž útok postihne objekt B. Např. pachatel vystřelí na osobu A, ta se však skloní a střela zasáhne a usmrtí osobu B. Představa pachatele se v tomto případě ani v základních rysech nekryje se skutečností, proto je nutno případ posoudit jako pokus trestného činu vraždy na osobě A v souběhu dokonaným nedbalostním trestným činem proti osobě B.
- Zvláštní druh omylu v kauzálním průběhu (dolus generalis) – útok proti objektu A způsobí žádaný a předpokládaný následek, avšak podstatně jiným způsobem, než si pachatel představoval. Vrah bodne oběť nožem do hrudníku a v domnění, že oběť zemřela, aby zahladil stopy, tělo oběti hodí do studny. Následná pitva pak odhalí vodu v plicích zemřelého, z čehož vyplývá, že oběť zemřela utonutím. Stejně, jako každý jiný znak trestného činu, i příčinný vztah (kauzální nexus) musí být obsažen v pachatelově zavinění alespoň v hrubých rysech. Pokud pachatel alespoň v hrubých rysech počítal s takovou příčinnou souvislostí (pro jistotu oběť hodil do studny), posoudíme tento případ jako jeden dokonaný trestný čin vraždy. Jestliže se však úmysl pachatele neshodoval se smrtícím jednáním, posoudíme skutek jako pokus vraždy v jednočinném souběhu s nedbalostním usmrcením.

## Právní omyl
Právní omyl (error iuris) nastává při neshodě mezi vědomím pachatele o určité právní normě. 

### Právní omyl negativní
Právní omyl negativní označuje stav, kdy se pachatel mylně domnívá, že jeho jednání není trestným činem, případně je trestným činem mírněji trestným.  Dle § 19 trestního zákoníku ten, kdo při spáchání trestného činu neví, že je jeho čin protiprávní, nejedná zaviněně, nemohl-li se omylu vyvarovat. Omylu je ale možno se vždy vyvarovat, pokud povinnost seznámit se s příslušnou právní úpravou plyne ze zákona či jiného právního předpisu, úředního rozhodnutí nebo smlouvy, z povolání, smlouvy, postavení či funkce anebo mohl-li pachatel rozpoznat protiprávnost činu bez zřejmých obtíží.

### Právní omyl pozitivní
Právní omyl pozitivní označuje stav, kdy se pachatel mylně domnívá, že páchá trestný čin, ale trestní zákon takové jednání za trestné nepovažuje. Např. pachatel si myslí, že plivat na veřejnosti je trestným činem, pachatel si myslí, že musí vyživovat nejen vlastní, ale i cizí děti apod. V těchto případech jde o tzv. putativní delikt a nemůže se jednat o jakýkoli trestný čin pro nedostatek zejména formálních typových znaků a mnohdy i materiálního znaku, kterým je společenská škodlivost. 